# HP Большого Пса
HP Большого Пса (лат. HP Canis Majoris), HD 49131 — двойная звезда в созвездии Большого Пса на расстоянии приблизительно 2173 световых лет (около 666 парсеков) от Солнца. Видимая звёздная величина звезды — от +5,8m до +5,35m.

## Характеристики
Первый компонент — бело-голубая переменная Be-звезда (BE) спектрального класса B1,5Vne или B3V. Эффективная температура — около 20000 К.
Второй компонент — бело-голубая Be-звезда спектрального класса B3VHeIwk. Удалён на 4,9 угловых секунд.